# Paul Place-Canton
Paul Place-Canton, né le 26 octobre 1862 à Mézières et mort le 19 mars 1908 à Toulon, est un artiste peintre français.

## Biographie
Paul Place-Canton est le fils de Athanase Paul Bernard Place-Canton, employé aux chemins de fer, et d'Estelle Martinet. 
Élève de Fernand Cormon et d'Émile Charles Dameron, il expose au Salon de 1884 à 1908.
Il obtient une mention honorable en 1894, remporte le prix Raigecourt-Goyon en 1896, une médaille de troisième classe en 1899 et une médaille de bronze à l'exposition universelle de 1900.
En 1904, il est nommé peintre officiel de la Marine.
Il meurt le 19 mars 1908 à Toulon, à l'âge de 45 ans et repose à Mézières.